# Undercut (Frisur)

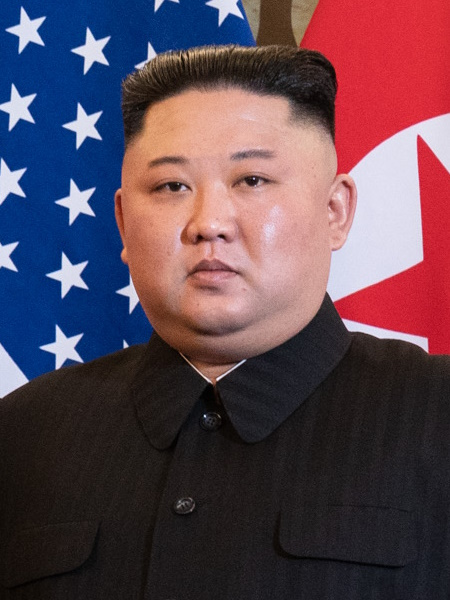
Kim Jong-un mit Undercut

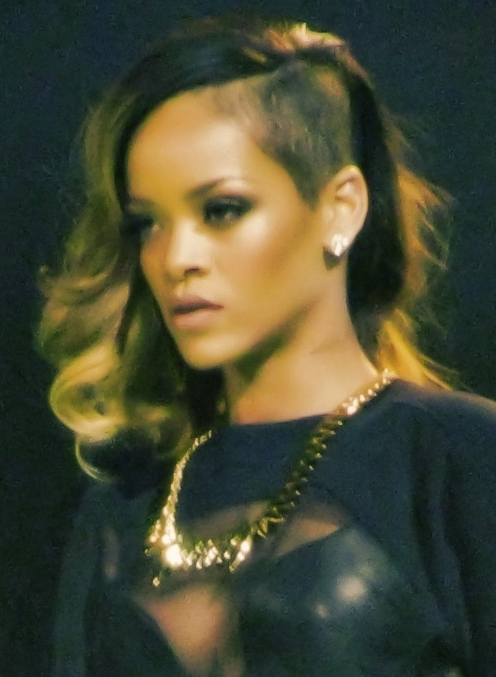
Rihanna mit Sidecut

Undercut (englisch für Unterschnitt) ist eine Frisur, bei der die Behaarung der unteren Kopfhälfte rasiert oder gekürzt wird, die Haare am Oberkopf aber bestehen bleiben. Bei der Variation Sidecut (englisch für Seitenschnitt) wird das Haar nur auf einer Seite des Kopfes gekürzt oder rasiert, der Rest wird länger gelassen. Eine weitere Bezeichnung ist Inselhaarschnitt.

## Geschichte
Der Haarschnitt war bereits von den 1920er bis zu den 1940er Jahren populär und wurde daher 2012 in der Süddeutschen Zeitung als „HJ-Frisur“ bezeichnet.
In den 1980er Jahren wurde der Undercut als Szenefrisur wiederentdeckt und ist seit etwa 2011 sowohl bei Männer- als auch bei Frauenfrisuren beliebt. In der modernen Form ist das Haar am Oberkopf meist um ein Vielfaches länger als die seitliche Kopfbehaarung; beide Ebenen sind durch einen starken Kontrast voneinander getrennt. Die Haare am Oberkopf werden oft zur Seite getragen oder mithilfe von Styling-Produkten nach oben gekämmt.
Im englischsprachigen Raum wird der traditionelle Haarstil als „bowl haircut“ oder auch spöttisch „Hitler-Youth Cut“ („Hitlerjugend-Schnitt“) bezeichnet und nur der „Olaseku“ als „undercut“.